# Olga de Souza
Olga María de Souza (Río de Janeiro, 16 de julio de 1968) conocida simplemente como Olga de Souza, es una exmodelo, cantante, bailarina, presentadora de televisión brasileña, vocalista de la banda Corona, mayormente conocida por las exitosas canciones de su banda, "The Rhythm of the Night", "Try Me Out" y "Baby Baby".

## Biografía
Su madre es cocinera y amante de la música y su padre es músico, fueron ellos quienes la hicieron estudiar canto desde niña y la criaron en el barrio de Vigário Geral. Cuando acabó la escuela secundaria ingresó a trabajar en el Banco Caixa Econômica Federal, en sus vacaciones laborales viajaba a los Estados Unidos, Portugal y a principios de los 90 a España, donde participó como bailarina y vocalista en la versión española del cuarteto musical brasileño "Cacao Meravigliao" también conocido como "Cacao Maravillao" en el concurso de televisión Vip noche.
En sus vacaciones de 1991 realizó su viaje anual a Europa, esta vez a Italia y allí quedó encantada con Roma, renunció a su trabajo y se radicó en la capital italiana. Empezó a trabajar dando clases de canto, lambada, cantante de bares y por diversión creó un nombre artístico; Corona. Una noche conoció al productor Francesco Bontempi (que quedó maravillado con su voz y la motivó a seguir una carrera musical seria.
En 1996 detuvo su carrera musical para iniciar una nueva como presentadora de televisión, en el Festivalbar de Italia. Presentó el programa Dance Machine de la televisión francesa y desde 2014 se desempeña en los programas del canal brasilero RecordTV. También, ella se casó con el empresario italiano Gianlucca Milano en  2002 y actualmente Souza está a cargo de la discográfica 1st Pop, una subsidiaria de Universal Records.

## Corona
De Souza fue presentada al grupo de trabajo del productor, que contaba con compositores, técnicos de sonido y vocalistas como Sandy Chambers y Jenny B. Así Olga decidió iniciar un proyecto de Eurodance con la dirección de Bontempi, a mediados de 1993 y finalizó su primer sencillo a fines de noviembre, el nombre del proyecto: Corona.

### Éxito mundial
La canción "The Rhythm of the Night" que fue lanzada en diciembre de 1993 alcanzó el puesto N.º 1 en Italia, el #5 del European Hot 100 Singles y el #11 del Billboard Hot 100 estadounidense, catapultando a la banda a la fama internacional. El sencillo se mantuvo como N.º 1 de Italia por trece semanas y en listas musicales del Mundo durante todo el 1994.
El éxito de la banda fue explotado con una gira mundial por Europa y los Estados Unidos, y re-impulsado por el sencillo "Baby Baby". Finalmente el proyecto fue documentado en el álbum The Rhythm of the Night, lanzado en 1995.

### Posteridad
Después del auge, la banda se tomó descansos periódicos desde 1996, y publicaron dos álbumes de estudio más, en 1998 y en 2001, para anunciar el final del proyecto en 2002. Solo recién empezado el 2010, la banda regresó con un nuevo álbum de estudio y emprendió una gira por Europa, realizando shows periódicamente.